# Gucin (województwo łódzkie)
Gucin – wieś w Polsce położona w województwie łódzkim, w powiecie łaskim, w gminie Buczek.
W latach 1975–1998 miejscowość administracyjnie należała do województwa sieradzkiego.
Przez miejscowość przebiega droga krajowa nr 12.
Przez wieś prowadzi  niebieski turystyczny Szlak „Osady Braci Czeskich” (65 km): Widawa (PKS) – Ruda – Chrząstawa – Faustynów – Walewice – Pożdżenice – Zelów – Zelówek – Bocianicha – Grzeszyn – Gucin – Rokitnica – Talar – Barycz – Ostrów – Łask Kolumna (PKP, PKS).